# Jonquières-Saint-Vincent
Jonquières-Saint-Vincent – miejscowość i gmina we Francji, w regionie Oksytania, w departamencie Gard.
Według danych na rok 1990 gminę zamieszkiwało 2260 osób, a gęstość zaludnienia wynosiła 106 osób/km² (wśród 1545 gmin Langwedocji-Roussillon Jonquières-Saint-Vincent plasuje się na 166. miejscu pod względem liczby ludności, natomiast pod względem powierzchni na miejscu 346.).